# Prunn (Riedenburg)
Das Pfarrdorf Prunn ist ein Ortsteil der im niederbayerischen Landkreis Kelheim gelegenen Stadt Riedenburg.

## Geografie
Prunn befindet sich etwa dreieinhalb Kilometer südsüdöstlich von Riedenburg und liegt auf einer Höhe von 361 m ü. NHN. Die Ortschaft befindet sich im südöstlichen Bereich des Altmühltals, am nördlichen Ufer der Altmühl, die hier zugleich auch einen Teilabschnitt des Main-Donau-Kanals bildet.

## Geschichte
Durch die Verwaltungsreformen im Königreich Bayern zu Beginn des 19. Jahrhunderts wurde der Ort zu einer eigenständigen Landgemeinde, zu der auch noch die Ortschaften Einthal, Emmerthal, Nußhausen, Pillhausen und Schloßprunn gehörten. Im Zuge der in den 1970er-Jahren durchgeführten kommunalen Gebietsreform in Bayern wurde die gesamte Gemeinde Prunn im Jahr 1978 in die Stadt Riedenburg eingegliedert. Ende der 1980er Jahre zählte Prunn 195 Einwohner.
In Prunn befand sich im 17. Jhd. ein Eisenhammer. Der 1606 genannte Keck von Prunn hatte mit dem Eisenhändler Hans Nikolaus Flettacher zu Regensburg einen „Eysen contrackt“ und konnte sein Schieneisen frei auf seinen Erzschiffen nach Regensburg bringen, wobei er je Pfund Werkschienen 71 Gulden erhielt. Das Erz erhielt er von der Oberpfälzer Hammereinigung.

## Verkehr
Die Anbindung an das öffentliche Straßennetz erfolgt hauptsächlich durch die unmittelbar südwestlich am Ortsrand vorbeiführende St 2230. Die  Kreisstraße KEH 16 führt von Prunn aus in nordöstlicher Richtung zu dem ebenfalls zur Stadt Riedenburg gehörenden Nachbarort Baiersdorf hoch, der bereits auf dem Hochplateau des Tangrintels liegt.

## Sehenswürdigkeiten
Etwa einen Kilometer südsüdöstlich von Prunn liegt die in der benachbarten Ortschaft Schloßprunn liegende Burg Prunn.
Siehe auch: Baudenkmäler in Prunn